# Artyleria wielkiej mocy
Artyleria wielkiej mocy (artyleria najcięższa) – artyleria wyposażona w haubice i moździerze kalibru powyżej 200 mm oraz armaty powyżej 150 mm, przeznaczona do burzenia trwałych umocnień, niszczenia ważnych obiektów położonych w głębi obrony przeciwnika oraz do wykonywania zadań, których nie może wykonać artyleria mniejszej mocy (lekka, średnia i ciężka). Jednostki artylerii wielkiej mocy wchodzą w zasadzie w skład artylerii odwodu naczelnego dowództwa. Szczególnym rodzajem artylerii wielkiej mocy była artyleria kolejowa.

## Jednostki artylerii najcięższej Wojska Polskiego
- 1 pułk artylerii najcięższej
- 9 pułk artylerii najcięższej
- 11 dywizjon artylerii najcięższej
- 12 dywizjon artylerii najcięższej
- 13 dywizjon artylerii najcięższej